# Fort Shaw
Fort Shaw est un ancien poste militaire de la United States Army établi le 30 juin 1867 sur la rive droite de la Sun River, au Montana. Il était destiné à protéger la route reliant Fort Benton à Helena.
Initialement dénommé Camp Reynolds, il a été renommé le 1er août 1867 en l'honneur du colonel Robert Gould Shaw tué en 1863 lors de la première bataille de Fort Wagner.
Le fort est abandonné le 21 juillet 1891.